# Моника Аванесјан
Моника Аванесјан (18. октобар 1998, Јереван) јерменска је певачица. Представљала је Јерменију на Дечјој Песми Евровизије 2013. са песмом Choco Factory.

## Биографија
Рођена је 18. октобра 1998. у Јеревану. За музику се почела интересовати у 3. години, а певачку каријеру је започела са 5 година. Часове виолине почела је узимати са 7, а часове плеса и певања, са 10 година. Свој деби албум Das Chem Anelu издала је у лето 2013.

### Дечја песма Евровизије 2013.
Моника је стекла право да представља своју земљу на Дечјој Песми Евровизије 2013. након што је победила на националној селекцији. У Кијеву, пласирала се 6, освојивши 69 поена, од тога максималних 12 од Грузије.

## Рефернце
1. ↑  Granger, Anthony (27. 9. 2013). „Armenia: Monica Avanesyan Has Won”. Eurovoix. Приступљено 27. 9. 2013.